# Vörösarcú naprigó
A vörösarcú naprigó (Liocichla phoenicea)  a madarak osztályának verébalakúak (Passeriformes) rendjébe és a  Leiothrichidae családjába tartozó faj.

## Rendszerezés
A fajt John Gould angol ornitológus  írta le 1837-ben, az Ianthocincla nembe Ianthocincla phoenicea néven.

## Alfajai
- Liocichla phoenicea bakeri (Hartert, 1908)
- Liocichla phoenicea phoenicea (Gould, 1837)[2]

## Előfordulása
Ázsia déli részén, Banglades, Bhután, Kína, India, Mianmar és Nepál területén honos. Természetes élőhelyei a szubtrópusi vagy trópusi hegyi esőerdők, magaslati cserjések és legelők. Állandó, nem vonuló faj.

## Megjelenése
Testhossza 23 centiméter, testtömege 51-52 gramm.

## Életmódja
Rovarokkal, bogyókkal és magvakkal táplálkozik.

## Természetvédelmi helyzete
Az elterjedési területe nagyon nagy, egyedszáma is csökken, de még nem éri el a kritikus szintet. A Természetvédelmi Világszövetség Vörös listáján nem fenyegetett fajként szerepel.